# Douglas Souza da Silva
Douglas Souza da Silva (ur. 20 sierpnia 1995 w Santa Bárbara d’Oeste) – brazylijski siatkarz, grający na pozycji przyjmującego, reprezentant Brazylii. 

## Sukcesy klubowe
Mistrzostwo Brazylii:
- 2019, 2021, 2025[2]
- 2015, 2018
- 2017, 2023

Superpuchar Brazylii:
- 2019, 2020, 2023[3], 2024[4]

Klubowe Mistrzostwa Ameryki Południowej:
- 2025[5]
- 2020, 2024[6]

Klubowe Mistrzostwa Świata:
- 2024[7]

## Sukcesy reprezentacyjne
Mistrzostwa Ameryki Południowej Kadetów:
- 2012

Mistrzostwa Świata Juniorów:
- 2013[8]

Mistrzostwa Ameryki Południowej Juniorów:
- 2014

Mistrzostwa Ameryki Południowej U-23:
- 2014

Igrzyska Panamerykańskie:
- 2015[9]

Puchar Panamerykański:
- 2015

Liga Światowa:
- 2016

Igrzyska Olimpijskie:
- 2016

Mistrzostwa Ameryki Południowej:
- 2017, 2019

Puchar Wielkich Mistrzów:
- 2017

Mistrzostwa Świata:
- 2018

Memoriał Huberta Jerzego Wagnera:
- 2019

Puchar Świata:
- 2019

Liga Narodów:
- 2021

## Nagrody indywidualne
- 2012: Najlepszy zagrywający Mistrzostw Ameryki Południowej Kadetów
- 2014: MVP Mistrzostw Ameryki Południowej Juniorów
- 2014: MVP Mistrzostw Ameryki Południowej do lat 23
- 2015: Najlepszy przyjmujący Igrzysk Panamerykańskich
- 2018: Najlepszy przyjmujący Mistrzostw Świata
- 2024: MVP Superpucharu Brazylii[10]